# Kaunas
Kaunas (; zastarelo slovansko Kovno) je drugo največje mesto v Litvi za Vilno in pomembno središče litovskega gospodarskega, akademskega in kulturnega življenja. Kaunas je bilo največje mesto in središče okrožja v Trakaskem vojvodstvu Velike litovske kneževine od leta 1413. V Ruskem imperiju je bilo od 1843 do 1915 glavno mesto guvernorata Kaunas.
V medvojnem obdobju je služil kot začasna prestolnica Litve, ko je Poljska med letoma 1920 in 1939 zasedla Vilno. V tem obdobju je Kaunas slovel po svojem bogatem kulturnem in akademskem življenju, modi, gradnji nešteto stavb v arhitekturnem slogu art déco in litovski nacionalni romantiki, pa tudi priljubljeno pohištvo, notranje oblikovanje tistega časa in razširjena kavarniška kultura. Mestna medvojna arhitektura velja za enega najboljših primerov evropskega Art déco in je prejela znak evropske dediščine. Prispevala je k temu, da je bil Kaunas imenovan za prvo mesto v Srednji in Vzhodni Evropi, ki je bilo določeno za Unescovo mesto oblikovanja. Kaunas je bil skupaj z Esch-sur-Alzette v Luksemburgu izbran za evropsko prestolnico kulture za leto 2022.
Mesto je glavno mesto okrožja Kaunas ter sedež mestne občine Kaunas in okrožne občine Kaunas. Tu je tudi sedež rimskokatoliške nadškofije Kaunas. Leži ob sotočju dveh največjih litovskih rek Nemen in Neris ter v bližini zbiralnika Kaunas, največjega vodnega telesa v celotni Litvi.
Kot je opredelil Eurostat, je število prebivalcev funkcionalnega urbanega območja Kaunase, ki se razteza čez mestne meje, ocenjeno na 383.764 (leta 2017), medtem ko po statističnih podatkih teritorialne zdravstvene blagajne Kaunas živi 437.283 stalnih prebivalcev (leta 2018) v občinah Kaunas in okrožju Kaunas skupaj.

## Etimologija
Ime mesta Kaunas je litovskega izvora in najverjetneje izhaja iz osebnega imena, kljub temu pa v estonskem jeziku beseda Kaunis pomeni lepo. Izhaja lahko tudi iz sorodnika latvijskega igaunis Estonian, po enakem vzorcu kot v priimkih Sokas - Isokas, Vaškys - Ivaška. Podstavek ugor-finskega lahko podpira opozicija v smislu litovske bloga daryti - delati zlo in ruskega blagadarit - v zahvalo.
Preden je Litva pridobila neodvisnost, je bilo mesto v splošno znano kot Kovno, tradicionalna slovanizirana oblika njegovega imena. Poljsko ime je Kowno [ˈkɔvnɔ]; belorusko ime je Kovna, Kowna [ˈkɔu̯na]. Prejšnje rusko ime je bilo Ковно – Kovno, čeprav se Каунас – Kaunas uporablja od leta 1940. Jidiško ime je קאָװנע Kovne, med nemškima pa Kaunas in Kauen.

## Legenda
Stara legenda trdi, da so Kaunas v antiki ustanovili Rimljani. Te Rimljane naj bi vodil patricij po imenu Palemon, ki je imel tri sinove: Barcusa, Kunasa in Sperusa. Palemon je zbežal iz Rima, ker se je bal ponorelega cesarja Nerona. Palemon, njegovi sinovi in drugi sorodniki so odpotovali v Litvo. Po Palemonovi smrti so si sinovi razdelili zemljo. Kunas je dobil zemljo, kjer zdaj stoji Kaunas. Zgradil je trdnjavo v bližini sotočja rek Nemen in Neris in mesto, ki je tam nastajalo, je dobilo njegovo ime. Predmestna regija v bližini se imenuje Palemonas.

## Grb
30. junija 1993 je bil s posebnim dekretom predsednika ponovno vzpostavljen zgodovinski grb mesta Kaunas. Na grbu je bel tur z zlatim križem med rogovi, postavljen na temno rdeči podlagi. Tur je bil prvotni heraldični simbol mesta, ustanovljen leta 1400. Heraldični pečat Kaunasa, uveden v začetku 15. stoletja v času vladavine velikega kneza Vitolda, je najstarejši mestni heraldični pečat, znan na ozemlju Velike litovske kneževine. Trenutni emblem je bil rezultat številnih študij in razprav litovske heraldične komisije, ki ga je uresničil umetnik Raimondas Miknevičius. Tur je nadomestil modrost, ki je bila upodobljena v grbu sovjetske dobe, ki se je uporabljal od leta 1969.
Kaunas ima tudi večji grb, ki se v glavnem uporablja za predstavništvo mesta Kaunas. Mornar, tri zlate kroglice in latinsko besedilo Diligite justitiam qui judicatis terram (prevod Negujte pravičnost, vi, ki sodite zemljo) se v večjem grbu nanaša na svetega Nikolaja, zavetnika trgovcev in pomorščakov, ki ga je kraljica Bona Sforza štela za nebeškega varuha Kaunasa.

## Zgodovina

### Zgodnja zgodovina
Glede na arheološka izkopavanja so najbogatejše zbirke keramike in drugih predmetov, najdenih na sotočju rek Nemen in Neris, iz 2. in 1. tisočletja pred našim štetjem. V tem času so se ljudje naselili na nekaterih ozemljih sedanjega Kaunasa: sotočju dveh najdaljših rek na območju Litve - starešinstev Eiguliai, Lampėdžiai, Linkuva, Kaniūkai, Marvelė, Pajiesys, Romainiai, Petrašiūnai, Sargėnai in Veršvai.

### Velika litovska kneževina
Naselje je bilo ustanovljeno na mestu sedanjega starega mestnega jedra Kaunasa, ob sotočju dveh velikih rek, vsaj do 10. stoletja našega štetja. Kaunas se prvič omenja v pisnih virih leta 1361, ko je bil zgrajen opečni grad Kaunas. Leta 1362 je bil grad po obleganju zajet in Tevtonski viteški red ga je uničil. Poveljnik grajske posadke Kaunasa Vaidotas s 36 možmi se je skušal prebiti, vendar je bil ujet. To je bila ena največjih in najpomembnejših vojaških zmag tevtonskih vitezov v 14. stoletju proti Litvi. Grad Kaunas je bil obnovljen v začetku 15. stoletja.
Leta 1408 je Vitold Veliki je mestu podelil Magdeburške pravice in leta 1413 je postal središče Kaunas Powiat v vojvodstvu Trakai. Vitold je Kaunasu odstopil pravico do lastništva tehtnice, ki se je uporabljala za tehtanje blaga, pripeljanega v mesto ali pakiranega na kraju samem, predelave voska in naprav za obrezovanje volnenih tkanin. Moč samoupravnega Kaunasa so si delile tri medseboj povezane večje institucije: vaitas (župan), magistrat (12 sodnikov porotnikov in 4 gospodarji mesta) in tako imenovani mojstri sodišča (12 oseb). Kaunas se je začel uveljavljati, saj je bil na križišču trgovskih poti in rečnega pristanišča. Leta 1441 se je pridružil Hanzeatski ligi in odprla se je trgovska pisarna Hansa Kontor - edina v Veliki litovski kneževini. Do 16. stoletja je imel Kaunas tudi javno šolo in bolnišnico in je bil eno najbolje oblikovanih mest v državi.
Leta 1665 je ruska vojska večkrat napadla mesto, leta 1701 pa ga je zasedla švedska vojska. Črna smrt je prizadela območje v letih 1657 in 1708, pri čemer je umrlo veliko prebivalcev. Požari so uničili dele mesta v letih 1731 in 1732.

### Ruski imperij
Po tretji in zadnji razdelitvi poljsko-litovske države leta 1795 je mesto prevzel Ruski imperij in postalo je del guvernorata Vilna. Med francosko invazijo na Rusijo leta 1812 je velika vojska Napoleona dvakrat prešla skozi Kaunas in obakrat uničila mesto. Trdnjava v Kaunasu se imenuje Napoleonov hrib.
Da bi preprečili možen enostaven dostop skozi mesto in zaščitili zahodne meje Rusije, je bila zgrajena trdnjava Kovno. Še vedno je vidna po mestu.
Governorat Kovno s središčem v Kovnu (Kaunas) je bil ustanovljen leta 1843. Leta 1862 je bila zgrajena železnica, ki je povezala Ruski imperij in cesarsko Nemčijo, zaradi česar je Kaunas postal pomembno železniško vozlišče z enim od prvih železniških predorov v cesarstvu, dokončan leta 1861. Leta 1898 je začela obratovati prva elektrarna v Litvi.
Po neuspešni januarski vstaji proti Ruskemu imperiju je carska oblast preselila katoliško semenišče Varniai, uglednega škofa Motiejusa Valančiusa in samožitske škofijske ustanove v Kaunas, kjer so dobili nekdanjo palačo bernardinskega samostana in cerkev sv. Jurija mučenika. Študirati v semenišču so smeli le izbrani plemiči, le kmečki sin Antanas Baranauskas, ki je plemiške dokumente nezakonito dobil od Karoline Praniauskaitė. Začel je s predavanji v litovskem jeziku in ne v ruščini ter močno vplival na duha semeniščarjev, ko je pripovedoval o starodavni Litvi in zlasti njenih zemeljskih gomilah. Pozneje je bilo veliko študentov semenišča dejavnih v tihotapljenju knjig v Litvi; njen glavni cilj je bil upreti se politiki rusifikacije. Kaunaško duhovno semenišče je končno postalo popolnoma litovsko, ko je leta 1909 profesor Jonas Mačiulis-Maironis postal rektor semenišča in uporabo poljskega jezika za poučevanje nadomestil z litovskim jezikom.
Pred drugo svetovno vojno je imel Kaunas, tako kot številna mesta v vzhodni Evropi, znatno judovsko prebivalstvo. Po ruskem popisu leta 1897 je bilo Judov 25.500, kar je 35,3 % od 73.500. Prebivalstvo je bilo zabeleženo kot 25,8 % Rusov, 22,7 % Poljakov, 6,6 % Litovcev. Ustanovili so številne šole in sinagoge ter bili stoletja pomembni za kulturo in poslovanje mesta.
- Cerkev sv. Ane (Vitolda Velikega)
- Stolnica v Kaunasu
- Spomenik Vitoldu Velikem v Kaunasu
- Ena od vojašnic v trdnjavi Kaunas
- Duhovniško semenišče Kaunas je bilo eno od središč litovskega narodnega preporoda v času rusifikacije.

### Medvojna Litva
Potem ko so Vilno leta 1919 zasedli ruski boljševiki, je vlada Republike Litve ustanovila glavno oporišče v Kaunasu. Pozneje, ko je glavno mesto Vilno priključila Poljska, je Kaunas postal začasna prestolnica Litve, položaj je imel do 28. oktobra 1939, ko je Rdeča armada Vilno predala Litvi. Ustanovna skupščina Litve se je prvič sestala v Kaunasu 15. maja 1920. Sprejela je nekaj pomembnih zakonov, zlasti o zemljiški reformi, o nacionalni valuti in sprejela novo ustavo. Vojaški prevrat je potekal v Kaunasu 17. decembra 1926. V veliki meri ga je organizirala vojska, zlasti general Povilas Plechavičius, posledica pa je bila zamenjava demokratično izvoljene vlade in predsednika Kazysa Griniusa s konservativno nacionalistično avtoritarno vlado pod vodstvom Antanasa Smetona. Kmalu zatem se je pojavila napetost med Antanasom Smetono in Augustinasom Voldemarasom, ki jo je podprlo Združenje železnega volka in si prizadevalo pridobiti oblast. Po neuspešnem poskusu državnega udara junija 1934 je bil Voldemaras zaprt za štiri leta in dobil amnestijo pod pogojem, da zapusti državo.
V medvojnem obdobju je Kaunas dobil vzdevek Mali Pariz zaradi svojega bogatega kulturnega in akademskega življenja, mode, arhitekture Art déco, stavb v arhitekturnem slogu litovskega nacionalnega romantizma, pa tudi priljubljenega pohištva, notranje opreme tistega časa in razširjene kavarniške kulture. Začasna prestolnica in država sama sta imeli tudi zahodni življenjski standard z dovolj visokimi plačami in nizkimi cenami. Takrat so tam kvalificirani delavci zaslužili zelo podobne realne plače kot delavci v Nemčiji, Italiji, Švici in Franciji, država je imela tudi presenetljivo visok naravni prirast prebivalstva 9,7, industrijska proizvodnja Litve pa se je od leta 1913 povečala za 160 % na 1940.
Med svetovnima vojnama je industrija v Kaunasu napredovala; takrat je bilo največje mesto v Litvi. Pod vodstvom župana Jonasa Vileišisa (1921–1931) je Kaunas hitro rasel in bil močno posodobljen. Vzpostavljen je bil sistem za vodo in odpadne vode, mesto se je razširilo z 18 na 40 kvadratnih kilometrov, zgrajenih je bilo več kot 2500 stavb in trije sodobni mostovi nad reki Neris in Nemen. Vse mestne ulice so bile tlakovane, prevoz s konjsko vprego je bil nadomeščen s sodobnimi avtobusnimi linijami, načrtovana in zgrajena so bila nova predmestja (zlasti soseska Žaliakalnis), ustanovljeni so bili novi parki in trgi. Postavljeni so bili temelji sistema socialne varnosti, zgrajene so bile tri nove šole in ustanovljene nove javne knjižnice, vključno s knjižnico Vincas Kudirka. J. Vileišis je ohranil veliko stikov v drugih evropskih mestih in posledično je bil Kaunas dejaven udeleženec evropskega mestnega življenja.
Mesto je bilo še posebej pomembno središče za litovske oborožene sile. Januarja 1919 je bila v Kaunasu, med litovskimi vojnami za neodvisnost, ustanovljena vojna šola, ki je začela usposabljati vojake, ki so bili kmalu poslani na fronto, da okrepijo bojno litovsko vojsko. Del litovske vojaške enote za oklepna vozila je bil premeščen v Žaliakalnis, oborožen z naprednimi in povsem novimi tanki, vključno s slavnimi Renault FT, Vickers-Armstrong Model 1933 in Model 1936. Maja 1919 je bila v Fredi ustanovljena Litovska letalska državna tovarna za popravilo in oskrbo vojske z vojaškimi letali. Antanas Gustaitis ga je precej moderniziral in začel graditi litovsko vojaško letalo ANBO. Litovsko letalstvo je bilo zaradi izjemne discipline in pravilnosti zgled drugim vojaškim enotam. ANBO 41 je bil po strukturnih značilnostih in predvsem po hitrosti in hitrosti vzpona daleč pred najsodobnejšimi tujimi izvidniškimi letali tistega časa.
Takrat je v Kaunasu živelo med 35.000–40.000 Judov, približno četrtino celotnega prebivalstva mesta. Judje so sestavljali večino mestnega trgovskega, obrtniškega in poklicnega sektorja. Kaunas je bil središče judovskega učenja, ješiva v Slobodka (Vilijampolė) pa eden najprestižnejših evropskih inštitutov za višje judovsko učenje. Kaunas je imel bogato in raznoliko judovsko kulturo. Bilo je skoraj 100 judovskih organizacij, 40 sinagog, veliko šol v jidišu, 4 hebrejske srednje šole, judovska bolnišnica in številna podjetja v lasti judov. Bilo je tudi pomembno sionistično središče.
Sprva pred drugo svetovno vojno je Litva razglasila nevtralnost. Vendar se je 7. oktobra 1939 litovska delegacija odpravila v Moskvo, kjer je pozneje zaradi neugodnih razmer morala podpisati sovjetsko-litovsko pogodbo o medsebojni pomoči. Pogodba je povzročila pet sovjetskih vojaških oporišč z 20.000 vojaki po vsej Litvi v zameno za litovsko zgodovinsko prestolnico Vilno. Po besedah litovskega ministra za narodno obrambo Kazysa Musteikisa je litovski minister za zunanje zadeve Juozas Urbšys sprva dejal, da Litovci nočejo regije Vilne, pa tudi ruskih garnizon, nato pa je nervozni Josif Stalin odgovoril, da »ne glede na to, ali vzamete Vilno ali ne, Ruski garnizoni bodo tako ali tako vstopili v Litvo«. Juozasa Urbšysa je seznanil tudi s sovjetsko-nemškimi tajnimi protokoli in pokazal zemljevide vplivnih sfer. Dve vojaški bazi z več tisoč sovjetskimi vojaki sta bili ustanovljeni blizu Kaunasa v Prienai in Gaižiūnai. Kljub temu, da so si povrnili ljubljeno zgodovinsko prestolnico, sta predsedstvo in vlada ostala v Kaunasu.
14. junija 1940 malo pred polnočjo je bilo v Kaunasu zadnje srečanje litovske vlade. Razpravljali so o ultimatu, ki ga je postavila Sovjetska zveza. Predsednik Antanas Smetona je kategorično zavrnil večino ultimatskih zahtev, zavzemal se je za vojaški odpor in so ga podprli Kazys Musteikis, Konstantinas Šakenis, Kazimieras Jokantas, poveljnik oboroženih sil Vincas Vitkauskas, general divizije Stasys Raštikis, Kazys Bizausyskas, Antanas in večina članov litovske vlade se je odločila, da bo to nemogoče, zlasti zaradi prej nameščenih sovjetskih vojakov, in sprejela ultimat. Tisto noč, preden so uradno sprejeli ultimat, so sovjetske sile usmrtile litovskega mejnega stražarja Aleksandrasa Barauskasa v bližini meje Beloruske SSR. Zjutraj je litovska vlada odstopila, medtem ko je predsednik zapustil državo, da bi se izognil usodi sovjetske lutke in v upanju, da bo sestavil vlado v izgnanstvu. Kmalu je Rdeča armada z več kot 200.000 vojaki preplavila Litvo skozi belorusko-litvansko mejo in prevzela nadzor nad najpomembnejšimi mesti, vključno s Kaunasom, kjer so prebivali voditelji držav. Litovskim oboroženim silam je bilo naročeno, naj se ne upirajo, litovske zračne sile pa so ostale na terenu. Takrat so imele litovske oborožene sile 26.084 vojakov (od tega 1728 častnikov) in 2031 javnih uslužbencev. Medtem ko je imela zveza litovskih strelcev, podrejena poveljniku vojske, več kot 62.000 članov, od tega približno 70 % kmetov in kmetijskih delavcev.
Po okupaciji so Sovjeti takoj brutalno ukrepali proti visokim uradnikom države. Oba cilja ultimata: minister za notranje zadeve Kazys Skučas in direktor oddelka za državno varnost Litve Augustinas Povilaitis sta bila prepeljana v Moskvo in kasneje usmrčena. Pri usmrtitvi so se znašli tudi Antanas Gustaitis, Kazys Bizauskas, Vytautas Petrulis, Kazimieras Jokantas, Jonas Masiliūnas, Antanas Tamošaitis, medtem ko so bili predsednik Aleksandras Stulginskis, Juozas Urbšys, Leonas Bistras, Antanas Merkys, Pranas Dovydaitis, Donatas Petras Klimasus deportirani. Stasys Raštikis, ki ga je žena prepričala, je na skrivaj prestopil nemško mejo. Po spoznanju je NKVD sprožil teror nad družino Raštikis. Njegova žena je bila ločena od enoletne hčerke in brutalno zaslišana v zaporu v Kaunasu, njegov stari oče Bernardas Raštikis, tri hčere, dva brata in sestra so bili deportirani v Sibirijo. Vojake, častnike, starejše častnike in generale litovske vojske in pripadnike LRU, ki so bili videti kot grožnja okupatorjem, so hitro aretirali, zaslišali in izpustili v rezervo, deportirali v koncentracijska taborišča ali usmrtili, da bi se izognili pridružitvi litovskim partizanskim silam. Sama vojska se je sprva preimenovala v Litovsko ljudsko vojsko; kasneje pa je bila reorganizirana v 29. strelski korpus Sovjetske zveze.
- Mestno gledališče Kaunas, kjer je bilo 15. maja 1920 prvo zasedanje ustanovne skupščine Litve
- Klub častnikov garnizona
- Kaunas v zgodnjih letih medvojnega obdobja s konjskimi tramvaji
- Piloti litovskih zračnih sil z letalom ANBO 41 na letališču Linksmadvaris
- Zgodovinska predsedniška palača
- Predsednik Antanas Smetona pregleda vojake litovske vojske
- Sovjetski politični vodja (brez vojaških naramnic) in član ljudskega sejma (z rdečo vrtnico v reverju jakne) napove podčastnikom Litovske ljudske vojske, da "kmalu postanete člani Rdeče armade" v Kaunasu, 1940

### Sovjetska okupacija in junijska vstaja
Junija 1940 je Sovjetska zveza zasedla in anektirala Litvo v skladu s paktom Ribbentrop–Molotov [58] [59]. Vladimir Dekanozov, sovjetski odposlanec iz Moskve, je v Litvi dobil učinkovito moč. Kmalu zatem, 17. junija 1940, je bila ustanovljena lutkovna ljudska vlada Litve, ki je dosledno uničevala litovsko družbo in politične institucije in odprla pot Komunistični partiji, da se je uveljavila. Da bi ugotovili legitimnost vlade in oblikovali načrte litovskega »zakonitega pristopa k ZSSR«, je bil 1. julija razpuščen litovski Seimas in razpisane volitve v lutkovni ljudski Sejmas. Na nadzorovanih (potni listi so imeli odtise) in ponarejenih volitvah je zmagala litovska Delavska ljudska zveza, ki je ubogala predlog okupatorjev, da so »prosili« sovjetske oblasti, naj Litva sprejme v Sovjetsko zvezo.
Po okupaciji litovska diplomatska služba nove okupatorske oblasti ni priznala in je začela diplomatsko osvobodilno kampanjo Litve. Leta 1941 so Kazys Škirpa, Leonas Prapuolenis, Juozas Ambrazevičius in njihovi navijači, vključno z nekdanjim poveljnikom litovske vojske generalom Stasysom Raštikisom, katere celotna družina je bila deportirana v Sibirijo, začeli organizirati upor. Po spoznanju resničnosti represivne in brutalne sovjetske oblasti so zgodaj zjutraj 22. junija 1941 (prvi dan, ko je nacistična Nemčija napadla Sovjetsko zvezo) Litovci začeli junijsko vstajo, ki jo je organizirala Litovska aktivistična fronta v Kaunasu, kjer so bile skoncentrirane glavna sile. Upor se je kmalu razširil na Vilno in druge kraje. Njegov glavni cilj ni bil boj s Sovjeti, ampak varovanje mesta od znotraj (zavarovanje organizacij, ustanov, podjetij) in razglasitev neodvisnosti. Do večera 22. junija so Litovci nadzorovali predsedniško palačo, pošto, telefon, telegraf in radijsko postajo. Nadzor nad Vilno in večino ozemlja Litve so kmalu prevzeli tudi uporniki.
Več oddelkov Rdeče armade, ki so bili nameščeni okoli Kaunasa, vključno z brutalnim 1. motornim strelnim odsekom NKVD, odgovornim za junijsko deportacijo in marionetnimi poveljniki litovske SSR so bili prisiljeni pobegniti v Latvijsko SSR preko reke Daugave. Poveljnik 188. strelske divizije Rdeče armade Piotr Ivanov je poročal štabu 11. armade, da so med umikom svoje divizije skozi Kaunas »lokalni protirevolucionarji iz zavetišč namerno streljali na Rdečo armado, čete pa so utrpeli velike izgube vojakov in vojaške opreme«. V Litvi je bilo ubitih približno 5000 prebivalcev.
23. junija 1941 ob 9.28 je bila po radiu v Kaunasu predvajana Tautiška giesmė, državna himna Litve. Mnogi so litovsko himno poslušali s solzami v očeh. Iz radijskih oddaj Kaunasa je Litva izvedela, da v državi poteka upor, razglasitev obnove neodvisnosti Litve in seznam začasne vlade je objavil Leonas Prapuolenis. Sporočilo se je večkrat ponovilo v različnih jezikih. Začasna vlada je upala, da bodo Nemci ponovno vzpostavili litovsko neodvisnost ali vsaj omogočili določeno stopnjo avtonomije (podobno kot Slovaška republika), iskala je zaščito svojih državljanov in ni podpirala nacistične politike holokavsta. Toda začasna vlada je le malo ustavila protijudovsko nasilje, ki so ga spodbujali nacisti in antisemitsko vodstvo litovske aktivistične fronte.
Minister za nacionalno obrambo general Stasys Raštikis se je osebno sestal z nacističnimi nemškimi generali, da bi razpravljali o razmerah. Nagovoril je generalnega poveljnika vojne v Kaunasu Oswalda Pohla in generalnega predstavnika vojaškega poveljstva Karla von Roquesa, da bi prosil, naj prihrani Judom, vendar sta mu odgovorila, da Gestapo rešuje ta vprašanja in da ne morejo pomagati. Poleg tega je na začetku okupacije premier začasne litovske vlade Juozas Ambrazevičius sklical sestanek, na katerem so ministri sodelovali skupaj z nekdanjim predsednikom Kazysom Griniusom, škofom Vincentasom Brizgysom in drugimi. Ministri so izrazili stisko nad grozotami, storjenimi nad Judi, a svetovali le, da se morajo »partizani in posamezniki kljub vsem ukrepom, ki jih je treba sprejeti proti Judom zaradi njihove komunistične dejavnosti in škode, povzročene nemški vojski, izogibati javni usmrtitvi Judov«. Po mnenju litovsko-ameriškega zgodovinarja holokavsta Sauliusa Sužiedelisa »nič od tega ni pomenilo javnega grajanja, ki bi samo po sebi lahko prepričalo vsaj nekatere Litovce, ki so se prostovoljno prijavili ali sodelovali pri pobojih, da premislijo o svojem vedenju«. Litovski policijski bataljon, ki ga je sestavljala začasna vlada, so nacisti na koncu uvrstili na pomoč za izvajanje holokavsta.
V prvi številki dnevnika Į laisvę (Proti svobodi) je bila objavljena Deklaracija o obnovi neodvisnosti, ki je bila prej objavljena na radiu. Navedlo je, da »ustanovljena začasna vlada oživljene Litve razglaša obnovo Svobodne in neodvisne države Litva. Mlada litovska država se navdušeno zaveže, da bo pred vsem nedolžno vestjo prispevala k novi ureditvi Evrope. Litovski narod se je, izčrpan od groze brutalnega boljševizma, odločil svojo prihodnost graditi na podlagi narodne enotnosti in socialne pravičnosti« in podpisi.
24. junija 1941 je bilo tankovskim enotam Rdeče armade v Jonavi ukazano, da ponovno prevzamejo Kaunas. Uporniki so Nemcem oddajali radijske zveze za pomoč. Enote je bombardirala Luftwaffe in niso prispele do mesta. To je bila prva usklajena litovsko-nemška akcija. Prvi nemški izvidniki, poročnik Flohret in štirje vojaki, so 24. junija vstopili v Kaunas in ga našli v prijateljskih rokah. Dan kasneje so glavne sile brez ovir vkorakale v mesto in skoraj kot da bi bile na paradi.

### Nemška okupacija
26. junija 1941 je nemško vojaško poveljstvo uporniškim skupinam ukazalo, da se razpustijo in razorožijo. Dva dni kasneje so bili razrešeni dolžnosti tudi litovski stražarji in patrulje. Že julija je agent nacističnega gestapa iz Tilsita (sodobni Sovjetsk, Kaliningradska oblast) dr. Heinz Gräfe Stasysu Raštikisu jasno povedal, da je bila začasna vlada oblikovana brez nemškega vedenja. Takšna oblika, čeprav nima ničesar proti posameznikom, je za Nemce nesprejemljiva. Sedanjo začasno vlado bi bilo treba preoblikovati v nacionalni odbor ali svet pod nemško vojaško oblastjo. Nacisti nove začasne vlade niso priznali, niso pa ukrepali, da bi jo razpustili. Začasna vlada, ki se ni strinjala, da bo še naprej instrument nemških okupatorjev, se je 5. avgusta 1941 razpustila, potem ko je podpisala protest za nemško akcijo o prekinitvi pristojnosti litovske vlade. Člani začasne vlade so se nato kot telo odpravili na vrt muzeja vojne Vitolda Velikega, kjer so ob prisotnosti številnega občinstva položili venec v bližini groba neznanega vojaka. Sicherheitsdienst je zasegel slike slovesnosti ob polaganju venca, misleč, da bi lahko bila nevarna za nemško okupacijsko politiko v Litvi. 17. julija 1941 je bila ustanovljena nemška civilna uprava. Vladne pristojnosti so prevzeli novi okupatorji. Nacistična Nemčija je v baltskih državah in večjem delu Belorusije ustanovila Reichskommissariat Ostland, upravno središče za Litvo (Generalbezirk Litauen) pa je bil v Kaunasu pod vodstvom generalkomisarja Adriana von Rentelna.

### Judovska skupnost v Kaunasu
Judje so se v Kaunas začeli naseljevati v drugi polovici 17. stoletja. V mestu niso smeli živeti, zato jih je večina ostala v naselju Vilijampolė na desnem bregu reke Neris. Judovsko življenje v Kaunasu je bilo prvič porušeno, ko je Sovjetska zveza junija 1940 zasedla Litvo. Okupacijo so spremljale aretacije, zaplembe in odprava vseh svobodnih ustanov. Organi judovskih skupnosti so skoraj čez noč izginili. Sovjetske oblasti so mnogim Judom zasegle premoženje, stotine pa so jih pregnali v Sibirijo.
Ko se je začela druga svetovna vojna, je v Kaunasu živelo 30.000 Judov, kar je približno 25 % mestnega prebivalstva. Ko je Sovjetska zveza leta 1940 prevzela Litvo, so se nekateri judovski nizozemski prebivalci v Litvi obrnili na nizozemskega konzula Jana Zwartendijka, da bi dobili vizum za nizozemsko Zahodno Indijo. Zwartendijk se je strinjal, da jim bo pomagal, njegovo pomoč pa so poiskali tudi Judje, ki so pobegnili iz zasedene Poljske. V nekaj dneh je Zwartendijk s pomočjo pomočnikov izdelal več kot 2200 vizumov Judom za v Curaçao. Nato so se begunci obrnili na Chiuneja Sugiharo, japonskega konzula, ki jim je dal tranzitni vizum skozi ZSSR na Japonsko, proti neodobravanju njegove vlade. To je mnogim beguncem omogočilo, da so s transsibirsko železnico iz Litve odšli na Daljni vzhod. Bežeči Judje so bili begunci iz nemške okupirane Zahodne Poljske in sovjetsko okupirane Vzhodne Poljske, pa tudi prebivalci Kaunasa in drugih ozemelj Litve. Hiša Sugihare, kjer je taj izdal tranzitne vizume, je trenutno muzej in Center za azijske študije Univerze Vytautas Magnus.
Po Hitlerjevi invaziji na Sovjetsko zvezo 22. junija 1941 so sovjetske sile pobegnile iz Kaunasa. Pred in med nemško okupacijo, ki se je začela 25. junija, so protikomunisti, ki jih je spodbujalo antisemitsko vodstvo litovske aktivistične fronte (LAF) s sedežem v Berlinu, začeli napadati Jude in jih obtoževali za sovjetsko represijo, zlasti ob Jurbarku in Kriščiukaičio. Nacistične oblasti so izkoristile litovske bataljone TDA in ustanovile koncentracijsko taborišče pri Sedmi trdnjavi, eni od desetih zgodovinskih utrdb v mestu, tam je bilo ujetih in pobitih 4000 Judov. Kaunaški pogrom, poboj judovskih ljudi, ki so živeli v Kaunasu v Litvi, se je zgodil 25. in 29. junija 1941 - v prvih dneh operacije Barbarossa in nacistične okupacije Litve. Pred gradnjo muzeja Devete utrdbe na tem mestu so arheologi odkrili množično grobnico in osebne predmete judovskih žrtev. Deveta trdnjava je bila prenovljena v spomin na vojne in je mesto, kjer je bilo med nacistično okupacijo ubitih skoraj 50.000 Litovcev. Od teh smrti je bilo več kot 30.000 Judov.

### Sovjetska administracija
Od leta 1944 je Rdeča armada začela ofenzive, ki so sčasoma privedle do ponovne osvojitve vseh treh baltskih držav. Kaunas je spet postal glavno središče upora proti sovjetskemu režimu. Že od samega začetka vojne litovskih partizanov so bila najpomembnejša partizanska okrožja okrog Kaunasa. Čeprav se je gverilska vojna končala do leta 1953, se litovsko nasprotovanje sovjetski oblasti ni. Leta 1956 so ljudje v regiji Kaunas z nemiri podprli vstajo na Madžarskem. Na Dušni dan leta 1956 je v Kaunasu potekal prvi javni protisovjetski protestni shod: državljani so na vojaškem pokopališču v Kaunasu prižgali sveče in peli narodne pesmi, posledica pa so bili spopadi z Milico.
14. maja 1972 se je 19-letni Romas Kalanta, ki je razglasil »Svobodo za Litvo!«, po govoru, v katerem je obsodil sovjetsko zatiranje nacionalnih in verskih pravic, zažgal na vrtu Glasbenega gledališča. Dogodek je izbruhnil v politično obtoženi izgred, ki sta ga KGB in Milica na silo zatrla. To je privedlo do novih oblik odpora: pasivnega odpora po vsej Litvi. Neprekinjeno zatiranje katoliške cerkve in njen odpor sta povzročila pojav Kronike katoliške cerkve v Litvi. V strogi zaroti je katoliški duhovnik Sigitas Tamkevičius (danes nadškof metropolit v Kauni) to idejo uresničil in prva številka je izšla v okrožju Alytus 19. marca 1972. Kronika je začela novo fazo upora v življenju litovske katoliške cerkve in vse Litve, ki se je skoraj dve desetletji borila proti okupaciji tako, da je svetu skoraj dve desetletji sporočala kršitve človekovih pravic in svoboščin v Litvi. 1. novembra 1987 se je v bližini bazilike kaunaške stolnice odvijal nesankcionirani shod, kjer so se ljudje zbrali ob 125-letnici rojstva slavnega litovskega pesnika Maironisa. 10. junija 1988 je bila ustanovljena začetna skupina kaunaškega gibanja Sąjūdis. 9. oktobra 1988 je bila nad stolpom Vojaškega muzeja postavljena litovska zastava. Kaunas je skupaj z Vilno postajal prizorišče skoraj stalnih demonstracij, ko so Litovci začeli postopek samoodkrivanja. Telesa Litovcev, ki so umrli v sibirskem izgnanstvu, so bila vrnjena v domovino, da bi jih ponovno pokopali, obletnice deportacij in pomembne datume v litovski zgodovini pa so začeli zaznamovati z govori in demonstracijami. 16. februarja 1989 je kardinal Vincentas Sladkevičius v pridigi v kaunaški stolnici prvič pozval k neodvisnosti Litve. Po končanih bogoslužjih se je v središču Kaunasa zbralo 200.000 ljudi, ki so sodelovali pri posvečenju novega spomenika svobodi, ki je nadomestil spomenik, ki so ga sovjetske oblasti podrle po drugi svetovni vojni.

### Obnovljena neodvisnost
Po drugi svetovni vojni je Kaunas postal glavno industrijsko mesto Litve - ustvaril je približno četrtino litvanske industrijske proizvodnje.
Po razglasitvi litovske neodvisnosti leta 1990 so se sovjetski poskusi zatiranja upora osredotočili na radijsko postajo Sitkūnai. Branilo jih je državljanstvo Kaunasa. Papež Janez Pavel II. je med obiskom v Litvi leta 1993 za vernike nadškofije Kaunas opravil sveto mašo v baziliki kaunaške stolnice, na stadionu S. Darius in S. Girėnas pa se je srečal z mladimi iz Litve. Domačina Vytautas Landsbergis in Valdas Adamkus sta postala vodji države leta 1990 oziroma v letih 1998 in 2004. Od obnovitve neodvisnosti do bistvenega izboljšanja zračnih in kopenskih prometnih povezav z zahodno Evropo je Kaunas lahko dostopen tujim turistom. Kaunas slovi po svojem legendarnem košarkarskem klubu Žalgiris (Krepšinio klubas Žalgiris), ki je bil ustanovljen leta 1944 in je bil eden najbolj priljubljenih nenasilnih izrazov upora v času boja z moskovskim CSKA (ПБК ЦСКА Москва). Leta 2011 je bila zgrajena največja pokrita arena v baltskih državah, ki so jo poimenovali Arena Žalgiris. Kaunas je gostil finale zelo cenjenega EuroBasketa 2011. Marca 2015 so medvojne stavbe Kaunasa prejele nagrado – Znak Evropske dediščine. 10. januarja 2017 je bila medvojna moderna arhitektura Kaunasa uvrščena na predhodni seznam Unescove svetovne dediščine. 29. marca 2017 je bil Kaunas imenovan za evropsko prestolnico kulture leta 2022. 28. septembra 2017 je bil razglašen zmagovalec arhitekturnega natečaja M. K. Čiurlionis Concert Center, ki naj bi bil dokončan do leta 2022, blizu mostu Vitolda Velikega.

## Geografija
Mesto obsega 15.700 hektarjev. Parki, nasadi, vrtovi, naravni rezervati in kmetijske površine zavzemajo 8329 hektarjev. Mesto sledi podeželju in je nižinsko. Najstarejši del mesta Kaunas je Staro mesto, ki je vzhodno od sotočja rek Nemen in Neris.

### Administrativne enote
Kaunas je razdeljen na 12 seniūnijos:
| - Aleksotas - Centras - Dainava - Eiguliai - Gričiupis - Panemunė | - Petrašiūnai - Šančiai - Šilainiai - Vilijampolė - Žaliakalnis |

### Podnebje
Kaunas ima vlažno celinsko podnebje (Köppnova podnebna klasifikacija Dfb) s povprečno letno temperaturo približno 6 °C.
Kljub severni legi je podnebje v Kaunasu razmeroma blago v primerjavi z drugimi lokacijami na podobnih zemljepisnih širinah, predvsem zaradi Baltskega morja. Zaradi svoje zemljepisne širine se dnevna svetloba v Kaunasi sredi poletja podaljša na 17 ur, sredi zime pa le na približno 7 ur. Gozd Kazlų Rūda, zahodno od Kaunasa, ustvarja mikroklimo okoli mesta, uravnava vlago in temperaturo zraka ter ga varuje pred močnimi zahodnimi vetrovi.
Poletja v Kaunasi so topla in prijetna s povprečnimi dnevnimi visokimi temperaturami 21–22 °C in najnižjimi okoli 12 °C, vendar temperature za nekaj dni lahko dosežejo 30 °C. Zime so razmeroma hladne in včasih snežne s povprečnimi temperaturami od -8 do 0 °C in redko padejo pod -15 °C. Pomlad in jesen sta na splošno hladni do blagi.

## Demografija
Po popisu prebivalstva Ruskega imperija leta 1897 je bila naslednja etnična sestava mesta pri 70.920 prebivalcih:
1. Židje 25,052 – 35%
2. Rusi 18,308 – 26%
3. Poljaki 16,112 – 23%
4. Litovci 4,092 – 6%
5. Nemci 3,340 – 4.5%
6. Tatari 1,084 – 1.5%
7. Ostali 2932 – 4%

Danes je skoraj 94 % prebivalcev mesta etničnih Litovcev in je s tem Kaunas eno najbolj litovskih mest v državi. 
Etnične skupine leta 2011 pri 315,933 prebivalcih:
1. Litovci – 93.6%
2. Rusi – 3.8%
3. Ukrajinci – 0.4%
4. Poljaki – 0.4%
5. Belorusi – 0.2%
6. Ostali – 1.6%

## Znamenitosti

### Urbanizem in arhitektura
Načrt mesta je mešan. Pravokotno staro mestno jedro ob sotočju rek Nemen in Neris je bogato z dragocenimi zgradbami in njihovimi kompleksi. Iz gotskega obdobja so grad Kaunas (13. – 16. stoletje), vojvodska palača Kaunas (15. stoletje), cerkev Vitolda Velikega (začetek 15. stoletja; znana tudi kot cerkev Marijinega vnebovzetja) , cerkev sv. Nikolaja (konec 15. stoletja), cerkev sv. Jurija in samostan bernardincev (1472), cerkev sv. Gertrude (15. – 16. stoletje; vsebuje tudi renesančne elemente), kaunaška bazilika stolnica (gradnja se je začela v 15. stoletju) ; kasneje je bila rekonstruirana in razširjena), mestna hiša v Kaunasu (gradnja se je začela leta 1542; pozneje je dobila poznobaročno in obliko zgodnjega klasicizma), Perkūnasova hiša (konec 15. stoletja - začetek 16. stoletja), stanovanjske hiše na Mestnem trgu, zgrajeni sta bili ulici Vilna in Kurpių. Ansambel cerkve Svete Trojice in samostana bernardincev (začel se je konec 16. stoletja), tako imenovana Napoleonova hiša (16. stoletje) ima značilnosti gotske, renesančne, baročne in manieristične arhitekture. Ohranili so se renesančni ostanki obrambnih utrdb Kaunasa (2. polovica 17. stoletja). Eden najslavnejših spomenikov baročne arhitekture je ansambel cerkve in samostana Pažaislis (začel se je leta 1667, arhitekti G. Frediani, C. Puttini, P. Puttini). Druge stavbe v baročnem slogu: Luteranska cerkev sv. Trojice (1683; leta 1862 je bil zgrajen zvonik v romantičnem slogu, njegov arhitekt je bil J. Woller), Cerkev Corpus Christi (1690, leta 1866 je bila rekonstruirana v pravoslavno cerkev v bizantinskih oblikah), cerkev Frančiška Ksaverija (1720; stolpa sta bila zgrajena leta 1725); elementi baroka in klasicizma: ansambel cerkve Svetega križa (1690) in karmeličanskega samostana (1777), palača Siručiai (18. stoletje; znana tudi kot Maironisova hiša, od leta 1936 se uporablja kot litvanski literarni muzej Maironis). Oblike klasicistične arhitekture so značilne za dvorec Aukštoji Freda (začetek 19. stoletja), kompleks poštnih stavb (začetek 19. stoletja; arhitekt J. Poussier). Pomembne stavbe iz obdobja historicizma v Kaunasu so: Državno glasbeno gledališče Kaunas (1892; arhitekt J. Golinevičius; razširjeno je bil v 20. stoletju), Cerkev sv. Mihaela (neobizantinski slog; arhitekt K. Limarenko), opečni slog Stavba gimnazije Saulės (1913; inženir F. Malinovskis, kasneje EA Frykas), trdnjava Kaunas (1889).
V prvi polovici 20. stoletja, ko je Kaunas leta 1919 postal začasna prestolnica Litve, so mesto močno posodobili in zgradili na tisoče novih stavb. Od leta 1918 do 1940 je bilo v Kaunasi izdanih več kot 12.000 gradbenih dovoljenj, kar je izjemno hitra rast za razmeroma majhno mesto (90.000 prebivalcev), ki je temeljito spremenilo značaj mesta. Neoklasicizem je prevladoval v 3. desetletju 20. stoletja (umetniška šola Kaunas, zgrajena leta 1923, stavba Banke Litve, zgrajena leta 1928, Palača pravičnosti in parlament z elementi art déco, zgrajena leta 1930) in iskanje za Litvo značilnega nacionalnega sloga (npr. stanovanjska hiša tovarne Ragutis, zgrajena leta 1925 [113]). Slogi klasicizma in modernizma se prepletajo v stavbah, zgrajenih v začetku 1930-ih (npr. Medicinska fakulteta na univerzi Vytautas Magnus, zgrajena leta 1933, danes pripada Litvanski univerzi za zdravstvene vede, Muzej velike vojne Vytautas in MK Čiurlionis Narodni muzej umetnosti, zgrajen leta 1936), medtem ko sta se moderna in nacionalni slog prepletala v Centralni pošti Kaunasa (arhitekt F. Vizbaras), zgrajena leta 1932, stavba Kluba častnikov kaunaškega garnizona (arhitekt S. Kudokas in drugi), zgrajena leta 1937. 
Najpomembnejše zgradbe v slogu racionalizma v Kaunasu so: cerkev Kristusovega vstajenja (gradnja se je začela leta 1933, a je bila od leta 1952 preurejena v radijsko tovarno, zato so jo vernikom vrnili šele leta 1990 in rekonstruirali leta 2005), palače Pienocentras ( arhitekti Vytautas Landsbergis-Žemkalnis, K. Reisonas), Pažangos z elementi dekoracije art déco (arhitekt F. Vizbaras), Palača fizične kulture (arhitekt V. Landsbergis ‑ Žemkalnis, zdaj pripada Litvanski športni univerzi), Prekybos, pramonės ir amatų (1938 , arhitekt V. Landsbergis ‑ Žemkalnis), Taupomųjų kasų (1939; arhitekti A. Funkas, B. Elsbergas, A. Lukošaitis; zdaj je primarna stavba mestne občine Kaunas); cerkev Najsvetejšega Srca Jezusovega (1938; arhitekt A. Šalkauskis), vojaški raziskovalni laboratorij za litovsko ministrstvo za nacionalno obrambo (1938; arhitekt V. Landsbergis ‑ Žemkalnis; zdaj Fakulteta za kemijsko tehnologijo na Univerzi za tehnologijo v Kaunas), Kompleks klinik (1939; Francoski arhitekt U. Cassan), športna dvorana (1939; inženir A. Rozenbliumas), kino Pasaka (1939), kino Romuva (1940), kompleks stanovanjskih hiš v ulici V. Putvinskio (nastala v letih 1928–1937). Leta 2021 je bila na Unesco vložena prošnja za vključitev moderne arhitekture Kaunasa na seznam svetovne dediščine.
Po drugi svetovni vojni so bile zgrajene stavbe psevdoklasičnih oblik (npr. Železniška postaja Kaunas, zgrajena leta 1953), kompleksne inženirskih struktur (hidroelektrarna Kaunas, zgrajena leta 1960). Od 1970-ih dalje so se modernistične stavbe še naprej razvijale. Zgrajena so bila nova stanovanjska območja (npr. Kalniečiai, dokončana leta 1985), javne stavbe (npr. Inštitut za industrijsko gradbeno konstrukcijo, 1966, Hiša za politično vzgojo (danes del Univerze Vytautas Magnus), 1976), nakupovalna središča (npr. Girstupis, 1975, Vitebskas, 1980, Kalniečių, 1986), trgovine (Viešnagė, 1982, Merkurijus, 1983), galerije (npr. Galerija slik Kaunas, 1978, Umetnostna galerija Mykolas Žilinskas, 1989), izobraževalne ustanove (npr. Fakulteta za lahko industrijo na Kaunas University of Technology, 1983).
Konec 20. stoletja in v začetku 21. stoletja so v Kaunasu gradili stavbe po projektih arhitektov V. Adomavičiusa (npr. Kompleks športnega centra Ąžuolynas, 2003), G. Jurevičiusa (npr. Avtomobilski saloni Peugeot, Toyota, Lexus, Honda), A. Kančas (npr. Aleksotas Church of St. Casimir, 1997, podjetje Kraft Foods Lietuva kompleks upravnih in laboratorijskih zgradb, 2001, nakupovalno-zabaviščni center Akropolis, 2007), A. Karalius (salon gradbenih materialov Iris, 2002, blok Aušros namai, 2005), D. Paulauskienė (npr. Katarinin samostan, 2000) E. Miliūnas (npr. Žalgiris Arena, 2001), G. Janulytė-Bernotienė (npr. Informacijski center za knjižnice in zdravstvene vede Litvanske univerze za zdravstvene vede, 2007, Center za Znanstvene študije in poslovanje Tehnološke univerze doline Santakos, 2013), G. Balčytis (npr. Obnova avtobusne postaje Kaunas, 2017), G. Natkevičius (npr. Moxy Kaunas Center Hotel), A. Kaušpėdas, V. Klimavičius, D. Laurinaitienė.

## Parki in pokopališča
Mesto Kaunas ima številne parke in javne odprte prostore. 7,3 % celotnih površin namenja parkovnim površinam. Park Ąžuolynas (dobesedno 'Hrastov gaj') je glavni javni park v osrčju Kaunasa. Obsega približno 63 hektarjev in je največji urbani sestoj zrelih hrastov v Evropi. Za zaščito edinstvene pokrajine rezervoarja Kaunas, njegovega naravnega ekosistema in kulturne dediščine je bil na vzhodnem robu Kaunasa leta 1992 ustanovljen rezervat oziroma regionalni park Kauno marių regioninis parkas. Na pobudo uglednega litovskega zoologa Tadasa Ivanauskasa in biologa Constantina von Regela je bil leta 1923 ustanovljen botanični vrt. Služi ne le kot rekreacijsko območje za javnost, temveč tudi kot razstava lokalnega rastlinskega sveta; v njem so razni raziskovalni objekti. Poleg tega je v Kaunasu živalski vrt, edini državni živalski vrt v celotni Litvi.
Litovsko zadnje počivališče, uradno določeno za grobove ljudi, ki so vplivali na nacionalno zgodovino, politiko in umetnost, je pokopališče Petrašiūnai v Kaunasu. Je tudi pokopališče nekaterih podpisnikov Akta o neodvisnosti iz leta 1918. V mejah mesta so štiri stara judovska pokopališča.
23. septembra 2018 je papež Frančišek obiskal park Santakos v okviru ogleda baltskih držav.

## Gospodarstvo
Kaunas je v Litvi veliko središče industrije, trgovine in storitev. Najbolj razvite industrije so prehrambena in pijačna industrija, tekstilna in lahka industrija, kemična industrija, založništvo in predelava, farmacevtska, kovinska, lesna in pohištvena industrija. V zadnjem času sta informacijska tehnologija in elektronika postali del poslovnih dejavnosti v Kaunasu. Poleg tega ima mesto tudi veliko gradbeno industrijo, ne le komercialno ampak tudi stanovanjsko in cestno gradnjo.
Primarni tuji vlagatelji v Kaunasu so podjetja iz Švedske, ZDA, Finske, Estonije, Danske in Rusije. Tu so sedeži več glavnih mednarodnih in litovskih podjetij. Kaunas zaradi svoje geografske lege velja za eno največjih logističnih središč v Litvi. Podjetje "Margasmiltė" trenutno dela na projektu, ki zadeva izkoriščanje nahajališča anhidrita Pagiriai. Projekt vključuje rudarstvo anhidrita, rudnik s podzemnimi skladišči, gradnjo terminala za podzemni promet in upravno stavbo. Nahajališče anhidritov Pagiriai je 10,5 km južno od centra Kaunasa. Viri temeljito raziskanega anhidrita v nahajališču Pagiriai znašajo 81,5 milijona ton.
V Kaunasu je tudi nekaj inovativnih podjetij, kot so vodilni veletrgovec z računalniškimi komponentami, nosilci podatkov za shranjevanje podatkov "ACME group", ponudnik interneta in televizije, komunikacije JSC "Mikrovisata group", razvijalec in producent originalnih izdelkov za TV in vgrajene tehnologije JSC "Selteka". Skupno litovsko-nemško podjetje "Net Frequency" s sedežem v Kaunasu je ponudnik multimedijskih in tehnoloških storitev. V Kaunasu je tudi JSC "Baltijos Programinė Įranga", hčerinsko podjetje No Magic, Inc., ki proizvaja vodilna orodja za modeliranje programske opreme na svetu. Južnokorejsko podjetje LK Technology je februarja 2011 v Kaunasu odprlo obrat za montažo LED razsvetljave. JSC "Baltic car equipment" je eno izmed vodilnih v baltskih državah na področju proizvodnje elektronske opreme za avtomobile. Prav tako je specializirano za razvoj nove telemetrije, ustvarjanje podatkovne baze, projekte mobilnih plačil. Prosta ekonomska cona Kaunas, ustanovljena leta 1996, je pritegnila tudi nekatere vlagatelje iz tujine, vključno z razvojem novega projekta kogeneracijske elektrarne z močjo 200 MW, ki ga je predlagala finska kapitalska družba Fortum Heat Litva. Hidroelektrarna Kaunas je največja v Litvi.
Gradnja nove znamenitosti Kaunasa - Arene Žalgiris - se je začela jeseni 2008. Dokončana je bila avgusta 2011. Trenutno potekajo razprave o nadaljnjem razvoju okrožja Vilijampolė na desnem bregu reke Neris in reke Nemen, blizu njunega sotočja.
Oktobra 2017 se je proizvajalec avtomobilskih delov in tehnologij Continental AG odločil, da bo za gradnjo nove tovarne v Kaunasu vložil več kot 95 milijonov evrov, kar je največja neposredna naložba tuje države.
Kaunas je znan tudi po svojih programerjih, saj so razvili programsko opremo za izdelek NanoStation ameriškega milijarderja Roberta Pere Ubiquiti Networks, zato je podjetje v Kaunasu ustanovilo oddelek za raziskave in razvoj Ubiquiti Networks Europe.

## Pomembnejše upodobitve v popularni kulturi
- Kaunas je eno od začetnih mest Litve v postopni strateški igri Medieval II: Total War: Kingdoms.[71]
- V Kaunasu so posneli nekaj prizorov dobro ocenjene petdelne zgodovinske dramske televizijske miniserije o Jedrski nesreči v Černobil.[72]
- V samostanu Pažaislis v Kaunasu so posneli tudi miniserijo HBO Katarina Velika, v kateri je nastopila Helena Mirren.[73]

## Šport
- Nogometni Klub FK Kauno Žalgiris;
- Nogometni Klub FC Stumbras

## Pobratena mesta
Kaunas je pobraten z:
- Attard, Malta
- Białystok, Poljska
- Brescia, Italija
- Brno, Češka
- Cava de' Tirreni, Italija
- Ferrara, Italija
- Grenoble, Francija
- Hordaland, Norveška
- Kaliningrad, Rusija
- Harkov, Ukrajina
- Linköping, Švedska
- Lippe (okrožje), Nemčija
- Los Angeles, ZDA
- Lutsk, Ukrajina
- Lvov, Ukrajina
- Myślibórz, Poljska
- Odense, Danska
- Rende, Italija
- Riga, Latvija
- Rishon Lezion, Izrael
- Sankt Peterburg, Rusija
- San Martín, Buenos Aires, Argentina
- Tampere, Finska
- Tartu, Estonija
- Toruń, Poljska
- Växjö, Švedska
- Vestfold og Telemark, Norveška
- Vroclav, Poljska
- Xiamen, Kitajska
- Yaotsu, Japonska